# Tintinnabuli

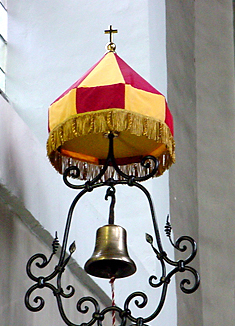
Tintinnabuli significa literalment «campanes», en relació al tintinacle usat en la litúrgia catòlica

Tintinnabuli (del llatí, "campanes") és l'estil composicional creat pel compositor estonià Arvo Pärt, introduït en les seves obres Für Alina (1976) i Spiegel im Spiegel (1978). Melòdicament, la música tintinabular es caracteritza per dos tipus de veu: la primera (anomenada "veu tintinabular") toca en arpegi la tríada tònica, i la segona es desplaça per l'escala diatònica escalonadament. Les obres tenen sovint un tempo lent i meditatiu, i un acostament minimalista a la notació i a l'execució.
La base de la tècnica tintinnabuli és una textura de dues veus homofòniques. Una d'aquestes línies melòdiques es mou principalment per graus conjunts al voltant d'una nota central (sovint la tònica, però no sempre) i la veu tintinnabuli es mou per les notes de la tríada de la tònica. La relació d'aquestes dues veus segueix un esquema predeterminat (que varia d'obra a obra) i mai és a l'atzar; és més, l'estructura d'un treball d'aquestes característiques està predeterminada o per un patró numèric o per la sintaxi o la prosòdia d'un text prèviament triat. Sovint aquestes dues idees es combinen en la mateixa obra.

## Pärt sobre el seu estil
| « | La tintinabulació és una àrea en la qual de vegades m'endinso quan estic buscant respostes - en la meva vida, la meva música, la meva feina. En les meves hores fosques, tinc la sensació segura que tot fora d'això no té cap significat. El complex i el polifacètic només em confon, i he de buscar unitat. Què és això i com puc arribar fins això? Els rastres d'aquesta perfecció apareixen de moltes formes - i tot allò sense importància s'esvaeix. La tintinabulació és una cosa així. Les tres notes d'una tríada són com campanes. I per això ho dic tintinabuli. | » |

| « | Podria comparar la meva música a la llum blanca, que conté tots els colors. Només un prisma pot dividir els colors i fer-los aparèixer; aquest prisma podria ser l'esperit de l'oient. | » |
| — De l'assaig White Light per Hermann Conen, traduït a l'anglès per Eileen Walliser-Schwarzbart (trobat en les notes de l'àlbum d'ECM Alina) | |   |

| « | Tintinnabuli és la connexió matemàticament exacta d'una línia a una altra ... tintinnabuli és la regla que converteix la melodia i l'acompanyament... en un. Un més un, és un -no és dos. Aquest és el secret d'aquesta tècnica. | » |
| — D'una conversa entre Arvo Pärt i Antony Pitt gravada per la BBC Ràdio 3 a la Reial Acadèmia de Música a Londres el 29 de març de 2000 | |   |